# تيري ريتشاردسون (لاعب هوكي الجليد)
تيري ريتشاردسون هو لاعب هوكي الجليد كندي، ولد في 7 مايو 1953 في نيو ويستمينيستر في كندا.

## وصلات خارجية
- تيري ريتشاردسون على موقع دوري الهوكي الوطني (الإنجليزية)
- تيري ريتشاردسون على موقع EliteProspects.com (الإنجليزية)
- تيري ريتشاردسون على موقع HockeyDB.com (الإنجليزية)
- تيري ريتشاردسون على موقع Hockey-Reference.com (الإنجليزية)